# Орден «Легион почёта» (Филиппины)
Орден «Легион почёта» – государственная награда Филиппин.

## История
3 июля 1947 года своим указом № 60 президент Филиппин Мануэль Рохас учредил орден «Легион почёта» по примеру американского Легиона почёта. Как и оригинал, орден учреждался в четырёх классах, однако мог вручаться как военным, так и гражданским лицам за заслуги перед филиппинской армией. Орден мог вручаться иностранным гражданам. Вручаемый класс ордена определялся в зависимости от социального положения награждаемого, либо от занимаемой им должности.
В 2003 году на Филиппинах была проведена орденская реформа и орден «Легион почёта» был разделён на шесть классов.

## Степени

### с 1947 по 2003 годы
| Легионер | Офицер | Командор | Шеф-командор |

### с 2003 года
| Орденские планки | Орденские планки | Орденские планки | Орденские планки | Орденские планки | Орденские планки |
| ---------------- | ---------------- | ---------------- | ---------------- | ---------------- | ---------------- |
| Легионер         | Офицер           | Командор         | Гранд-офицер     | Гранд-командор   | Шеф-командор     |

## Описание

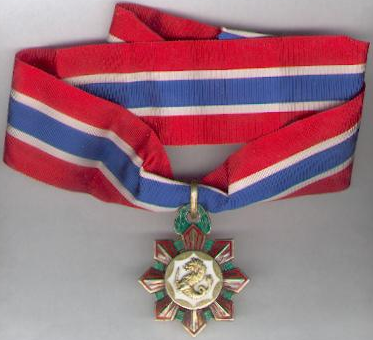
Знак ордена класса Командор (до 2003 года)

Знак ордена — золотая восьмиконечная звезда с расширяющимися заострёнными лучиками красной эмали с наложенными на них тремя золотыми лучиками. Звезда наложена на формируемый в круг лавровый венок зелёной эмали. В центре звезды круглый золотой медальон белой эмали. В медальоне накладное изображение золотого морского льва с мечом в лапе. Знак при помощи переходного звена в виде лаврового венка крепится к орденской ленте.
Реверс знака матированный с центральным медальоном с каймой белой эмали, в котором в центре на лазуревой эмали на фоне золотых солнечных лучей треугольник красной эмали. В треугольнике золотой морской лев обременённый по углам золотыми пятиконечными звездочками. В кайме по окружности надпись: филипп. SAGISAG NG PANGULO NG PILIPINAS.
Звезда ордена аналогична знаку, но большего размера.
Орденская лента шёлковая муаровая красного цвета с широкой полосой синего цвета, обременённой по бокам тонкой белой полоской.